# Giovanni Giacomo Gastoldi
Giovanni Giacomo Gastoldi (Caravaggio, 1555 circa – Mantova, 4 gennaio 1609) è stato un compositore, cantante e maestro di cappella italiano.

## Biografia
Nel 1581 divenne cantante alla corte dei Gonzaga di Mantova, dove suo padre lavorava come servitore. Nel 1582 diventò maestro della cappella ducale di Santa Barbara; ivi compose il secondo intermezzo per la commedia "Idropica" di Giovanni Battista Guarini, che fu messa in scena proprio a Mantova il 2 giugno 1608. Nello stesso anno Carlo Borromeo richiede la sua presenza a Milano a Guglielmo Gonzaga - probabilmente su indicazione di un canonico del Duomo - ma il duca si oppone e impedisce il trasferimento del valente musicista. Morì a Mantova nel 1609. È completamente inattendibile la notizia del suo trasferimento a Milano, più volte citato ai giorni nostri. Recenti e approfonditi studi (Archivio di Stato di Mantova e Archivio della veneranda Fabbrica del Duomo di Milano) testimoniano che non svolse attività a Milano, né come cantore, né tantomeno come maestro di cappella del Duomo. In quel periodo risulta, infatti, in servizio Giulio Cesare Gabussi, maestro di cappella del Duomo in carica dal 1583 al 1611, designato dal cardinal Borromeo. Gli unici legami di Gastoldi con Milano si devono ad alcuni aspetti editoriali delle sue opere. Per un'ulteriore analisi, si veda in proposito la ricca bibliografia sul compositore e sulla storia della Cappella Musicale del Duomo di Milano (cfr. AA.VV., "Sei secoli di musica nel Duomo di Milano", 1986).

## Considerazioni sull'artista
Gastoldi divenne famoso principalmente per i suoi Balletti, molto in voga ai suoi tempi. Infatti il balletto, dal quale nasceranno successivamente le canzoni ballate, ebbe proprio origine nel XVI secolo presso le corti rinascimentali italiane. Nati dalle canzonette e dalle villanelle popolari, i balletti venivano impiegati per accompagnare spettacoli di danze mimate. Tra i più famosi balletti del Gastoldi si ricordano: Amor Vittorioso, Lo Schermito, Il Contento, Il Ballerino, Lo Spensierato. Affini alle commedie madrigalistiche di Adriano Banchieri, Orazio Vecchi e Giulio Cesare Croce, i suoi balletti presentano le seguenti caratteristiche: ritmo teso, accenti regolari, musica quasi completamente diatonica, presenza di modulazioni ai toni vicini, forma AABB. I balletti esercitarono un grande influsso sui madrigali drammatici, dei quali vengono considerati precursori. In Italia essi influenzarono soprattutto le composizioni del contemporaneo Claudio Monteverdi, nonché quelle di altri compositori, come Antonio Sartorio; in Germania le loro melodie influirono sui canti religiosi, nonché sul Lustgarten di Hans Leo Haßler.

## Opere

### Opere profane
- Canzoni a 5 voci (Venezia 1581, dedicato al Principe di Mantova)
- Il primo libro de madrigali a 5 voci (1588)
- Il secondo libro de madrigali a 5 voci (1589)
- Balletti a 5 voci (1591, dedicato al Duca di Mantova Vincenzo I Gonzaga)
- Il primo libro de madrigali a 6 voci (Venezia, 1592, )
- Il primo libro de canzonette a 3 voci (1594)
- Il secondo libro de canzonette a 3 voci (1595)
- Il terzo libro de madrigali a 5 voci (Venezia, 1598,  dedicato a Francesco Gonzaga)
- Il primo libro della musica a 2 voci (Milano, 1598)
- Il quarto libro de madrigali a 5 voci (1602)
- Concerti Musicale, con le sue sinfonie a 8 voci (1604)
- Il terzo libro de canzonette a 3 voci (Milano, 1595)
- Il quarto libro de canzonette a 3 voci (Milano, 1596)

### Opere sacre
- Sacrae Lodi a diversi Santi (1587)
- Psalmi ad vesperas a 4 voci (1588)
- Completorium solemnitatum Vespertina psalmodia (1589)
- Il secondo libro de Clompletorium (1597)
- Il primo libro de Messe a 5 et a 8 voci (1600)
- Tutti li Salmi che nelle solennità del anno al Vespro si cantano a 8 voci (1601)
- Vespertina omnium solemnitatum Psalmodia a 5 voci (1602)
- Il primo libro de Messe et Moteti a 8 voci (1607)
- Officium defunctorum integrum a 4 voci (1607)
- Salmi interi a 6 voci
- Salmi per tutti li Vespri a 2 voci (1609)
- Il primo libro de Missarum a 4 voci (1611)
- Salmi per tutto l'anno a 5 voci